# Naguabo
Naguabo és un municipi de Puerto Rico situat a la costa est de l'illa, també conegut amb els noms de Cuna de Grandes Artistas i Los Enchumbaos. Confina al nord amb el municipi de Río Grande i Ceiba; al sud amb Humacao i el Pas de Vieques; a l'est amb Ceiba i el Pas de Vieques; i l'oest amb Las Piedras. Forma part de l'Àrea metropolitana de San Juan-Caguas-Guaynabo.
Naguabo compta amb alguns manglars a la desembocadura del riu Daguao, la badia d'Algodones i a Punta Lima. Està dividit en 10 barris: Daguao, Duque, Húcares, Maizales, Mariana, Naguabo Pueblo, Peña Pobre, Río, Río Blanco, Santiago i Lima.